# 中子反射体

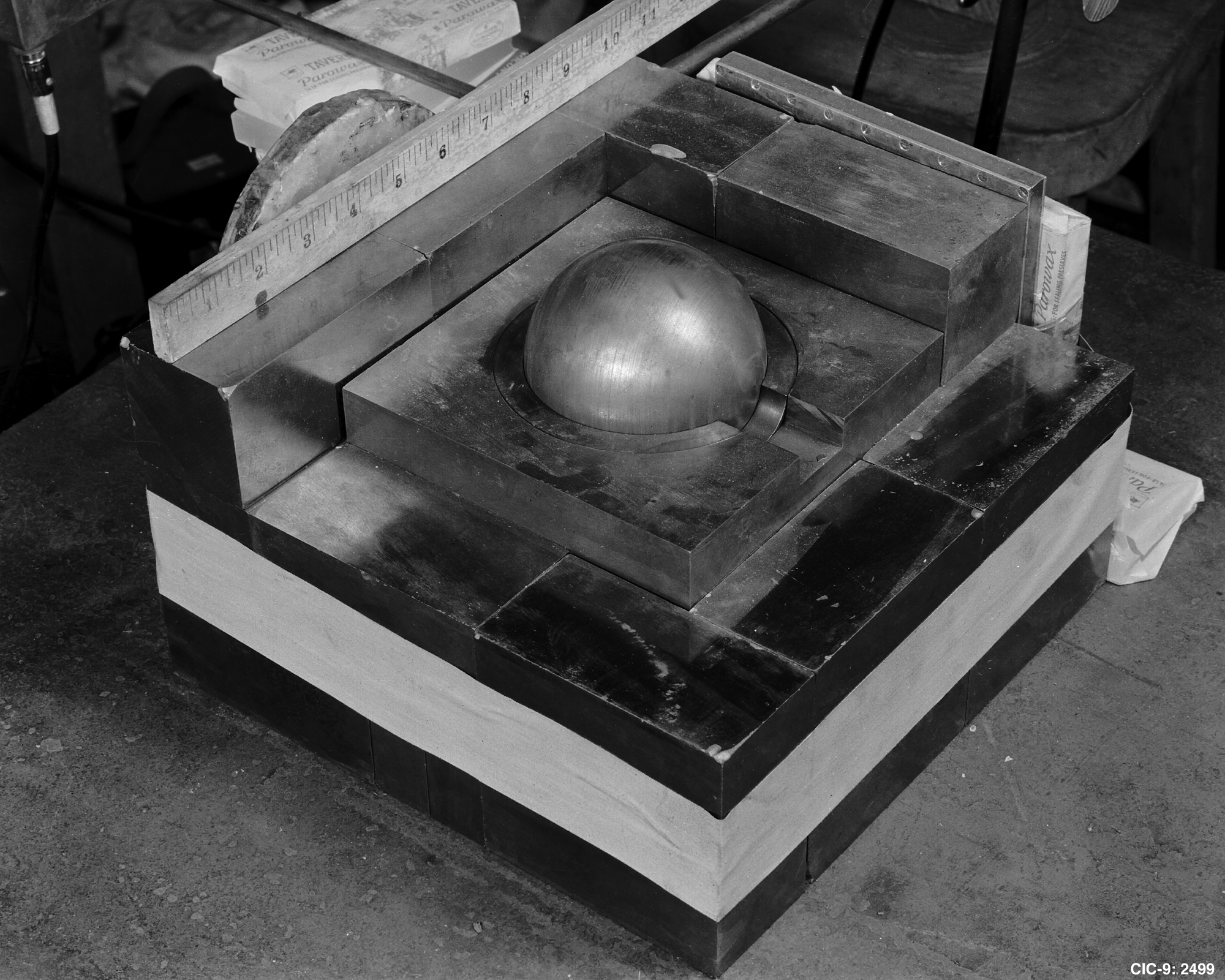
1945年臨界事故一部分的重現， 一個鈽核被具中子反射性的碳化鎢磚環繞。原始實驗旨在測得額外磚塊被放入後的輻射量變化，但磚塊掉落而過於靠近反應堆，導致鈽核進入超臨界狀態。

中子反射体是指可以反射中子的任何材料。如石墨、鈹、鋼、碳化鎢或其他。這裡的反射指的是彈性散射而非鏡反射。中子反射物料可使原本未達臨界質量之可裂變物質達到臨界質量，或增加一個臨界或超臨界狀態反應堆的反應數，在兩起有關惡魔核心的核事故中充分展現此一作用。

## 核武器
類似的包覆設計也可用於減低核武器的臨界質量， 用於核武器時此包覆設計同时有另一作用: 它的慣性可延遲核反应材料的擴張，因此這類包覆常被稱作填塞物（tamper）。隨著反應進行， 核武器本身逐漸擴張分解， 這將使核反應逐漸停止，使用填塞物设计可產生持續更久， 更有能量及效率的核反應。最有效的包覆设计其材料一般有极高的密度，因没有材料能够在核反应的极端压力下保持完整，所以材料张力与反应效率并无关系。巧合的是高密度材料同样也是优良的中子反射体，这使得他们倍加适用于核武器。首个核武器使用了重铀或碳化钨作为其中子反射体。